# Dennis Ehrhardt
Dennis Ehrhardt (* 1974 in Buchholz in der Nordheide) ist ein deutscher Schriftsteller, Hörspielregisseur und -produzent.

## Leben
Nach einem Mathematikstudium ist Ehrhardt seit 1998 als Autor tätig. Er veröffentlichte unter dem Pseudonym Dario Vandis 25 Dämonenkiller-Romane, die im Zaubermond-Verlag erschienen. Unter demselben Namen steuerte er auch drei Hefte in der Maddrax-Reihe bei. Seit 2006 ist Dennis Ehrhardt Inhaber des Zaubermond-Verlages und zeichnet somit seitdem für dessen Veröffentlichungen als Produzent verantwortlich. Für den Zaubermondverlag produziert das Universal-Music-Label „Folgenreich“ mit Ehrhardt als Produzenten neben der Neuvertonung der Dämonenkiller-Hörspiele unter dem Titel Dorian Hunter u. a. verschiedene Hörspielumsetzungen der Romane von Kai Meyer und Die Elfen von Bernhard Hennen. Bei letzterer Serie führt er außerdem Regie und schreibt die Hörspielskripte. Als Regisseur fungiert er ebenfalls seit Folge 25 nach dem Ausscheiden von Marco Göllner für die Dorian-Hunter-Hörspiele. Für die Folge 25 schrieb er außerdem das Skript, ab Folge 26 ist Andrea Bottlinger hierfür zuständig.
Für den Droste Verlag schreibt Ehrhardt seit 2010 die historische Krimireihe Sonderberg und Co, ebenfalls von ihm werden seit 2011 die Hörspiele zu den Büchern produziert.
Gemeinsam mit Christian Montillon und Andrea Bottlinger schrieb Ehrhardt von 2008 bis 2014 unter dem gemeinsamen Pseudonym Dan Shocker in der Macabros-Reihe.
Seit 2012 führt Dennis Ehrhardt im Auftrag von Lübbe-Audio bei der Hörspielserie Geisterjäger John Sinclair sowie bei dessen Ableger, den John Sinclair Classics, Regie und verfasst die Hörspielskripte. Er löste damit ab der Folge 71 Oliver Döring ab.
Von März 2015 bis Februar 2016 erschienen zudem unter seiner Regie beim Zaubermond-Verlag 10 Folgen der Perry-Rhodan-Hörspiele.
Außerdem verfasst Ehrhardt Horror-Jugendromane.

## Werke

### Als Produzent
- Die Geisterseher von Kai Meyer (2009, Folgenreich)
- Loreley von Kai Meyer (2012, Folgenreich)
- Die Elfen von Bernhard Hennen (seit 2011, Folgenreich)[4]
- Sonderberg und Co. (Hörspiele und Bücher seit 2010, Droste Verlag)
- Dorian Hunter (seit 2008, Folgenreich)
- Leon Traumgänger (Folgenreich, 2009)

### Als Regisseur
- Star Wars: The Clone Wars (Hörspiele zur Serie, Staffel 1, 2011, Folgenreich)[5]
- Die Elfen (seit 2011, Folgenreich)
- Geisterjäger John Sinclair (2012–2025, Lübbe-Audio)
- Dorian Hunter (seit 2014, Folgenreich)
- Perry Rhodan (2015–2016, Folgenreich)

### Als Autor
- Geheimbund der schwarzen Mönche (2007, Ueberreuter als Neil Parker)
- Die Treppe ins Geisterreich (2007, Ueberreuter als Neil Parker)
- Professor Zamorra (einige Romane für Bastei Lübbe)
- Dämonenkiller (25 Romane) als Dario Vandis
- Maddrax (drei Romane) als Dario Vandis